# Шехзаде Омер
Шехзаде Омер (тур. Şehzade Ömer; 20 октября 1621, Стамбул — январь 1622, там же) — сын султана Османа II и его наложницы Мейлишах-хатун.

## Биография
Его мать, Мейлишах родилась приблизительно в 1608 году, была сербского происхождения. 20 октября 1621 года она родила сына Омера. Известие о рождении сына застигло юного султана Османа II во время возвращения войска в столицу с Хотинской войны. Осман вызвал Мейлишах с сыном в Эдирне, где был устроен грандиозный праздник. Затем празднования переместились в Стамбул, где в январе 1622 года неожиданно умер шехзаде Омер.
Обстоятельства смерти шехзаде остаются неясными: так, одни историки предполагают, что Омер умер от шока во время пушечной стрельбы, поскольку во время празднований проходила имитация сражений; историк Хаммер-Пургшталь предполагает, что сын султана был убит случайным выстрелом во время праздника.